# Matra Timba
Matra Timba fou un estat tributari protegit al prant de Jhalawar a l'agència de Kathiawar, presidència de Bombai. Estava format per un sol poble amb dos tributaris separats. La població el 1881 era de 433 habitants i la superfície de 16 km². Els ingressos estimats el 1881 eren de 120 lliures i pagava un tribut de 26 lliures al govern britànic i 7,4 al nawab de Junagarh.